# Eloisa Coiro
Eloisa Coiro (* 1. Dezember 2000 in Rom) ist eine italienische Mittelstreckenläuferin, die sich auf den 800-Meter-Lauf spezialisiert hat.

## Sportliche Laufbahn
Erste internationale Erfahrungen sammelte Eloisa Coiro bei den 2016 erstmals ausgetragenen Jugendeuropameisterschaften in Tiflis, bei denen sie im 400-Meter-Lauf bis in das Halbfinale gelangte und dort mit 56,98 s ausschied. Zudem kam sie in der Sprintstaffel (1000 Meter) im Vorlauf zum Einsatz und trug damit zum Gewinn der Bronzemedaille bei.  Im Jahr darauf belegte sie bei den U20-Europameisterschaften in Grosseto in 2:07,79 min den fünften Platz über 800 Meter. 2018 schied sie bei den U20-Weltmeisterschaften in Tampere mit 2:06,85 min im Halbfinale aus und erreichte mit der italienischen 4-mal-400-Meter-Staffel in 3:34,00 min Rang sechs. 2019 wurde sie dann bei den U20-Europameisterschaften im schwedischen Borås in 2:04,12 min Vierte. 2021 startete sie mit der Staffel bei den Halleneuropameisterschaften in Toruń und belegte dort mit neuer Landesrekordzeit von 3:30,32 min den vierten Platz. Anfang Juli gewann sie bei den U23-Europameisterschaften in Tallinn in 2:02,07 min die Silbermedaille über 800 m hinter der Britin Isabelle Boffey und belegte im Staffelbewerb in 3:33,52 min den fünften Platz. Im Jahr darauf gewann sie bei den Mittelmeerspielen in Oran in 2:01,40 min die Silbermedaille hinter der Türkin Ekaterina Guliyev. Anschließend schied sie bei den Europameisterschaften in München mit 2:04,36 min im Vorlauf aus, siegte dann aber im September in 2:07,55 min bei den Mittelmeer-U23-Meisterschaften in Pescara über 800 Meter und in 3:34,26 min auch in der 4-mal-400-Meter-Staffel. 
2023 wurde sie bei den Halleneuropameisterschaften in Istanbul in 2:02,80 min Siebte über 800 Meter. Im Juni wurde sie bei der 1. Liga der Team-Europameisterschaft im Rahmen der Europaspiele in Chorzów in 2:01,03 min Sechste. Im August schied sie bei den Weltmeisterschaften in Budapest mit 1:59,61 min im Halbfinale aus. Im Jahr darauf schied sie bei den Hallenweltmeisterschaften in Glasgow mit 2:00,13 min ebenfalls im Semifinale aus und kam dann im Juni bei den Europameisterschaften in Rom mit 2:02,86 min nicht über den Vorlauf hinaus. Anschließend schied sie bei den Olympischen Sommerspielen in Paris mit 2:00,31 min in der Hoffnungsrunde aus. 2025 belegte sie bei den Halleneuropameisterschaften in Apeldoorn in 2:02,59 min den vierten Platz, ehe sie bei den Hallenweltmeisterschaften in Nanjing mit 2:04,50 min nicht über den Vorlauf hinauskam. Ende Juni wurde sie bei der 1. Liga der Team-Europameisterschaft in Madrid in 1:59,88 min Dritte hinter der Französin Anaïs Bourgoin und Audrey Werro aus der Schweiz. Anschließend siegte sie in 1:59,84 min bei den World University Games in Bochum.
In den Jahren 2019 und von 2022 bis 2024 wurde Coiro italienische Meisterin im 800-Meter-Lauf im Freien sowie von 2023 bis 2025 in der Halle.

## Persönliche Bestzeiten
- 400 Meter: 52,95 s, 12. Juni 2021 in Grosseto
  - 400 Meter (Halle): 52,68 s, 18. Januar 2025 in Ancona
- 800 Meter: 1:58,64 min, 25. Mai 2025 in Rabat
  - 800 Meter (Halle): 1:59,76 min, 1. März 2024 in Glasgow